# 相良長隆
相良 長隆（さがら ながたか、明応元年（1492年）- 大永6年5月16日（1526年6月25日））は、相良氏の第13代当主相良長毎の庶子（次男）。母は長倉氏。第14代当主長祗と、第16代当主義滋は、異母兄弟にあたる。

## 略歴
明応元年、人吉城で生まれた。11歳のときに剃髪して僧になり、瑞堅と号した。
臨済宗の観音寺11世伯元と12世光秀和尚に師事し、後に京都に出て東福寺で学んだ。永正年間に帰国し、観音寺13世住職となった。
大永4年（1524年）、弟の長祗が相良長定によって放逐され、翌年に水俣で自害を強いられると、瑞堅は憤激し、兄の長唯（義滋）と共に長定の家督を認めない立場をとった。
大永6年（1526年）、瑞堅は僧兵や門徒衆を集めて軍勢を立ち上げ、立興寺の亮海なる僧を遣わして、長定の罪を咎め、切腹するように勧めて、従わなければ一戦に交えると告げさせようとした。亮海は一度断ったが、再三の命令で仕方なく従おうとすると、瑞堅は急に考えを変えて、「この期に及んでは使いを遣わすに及ばず」と、直ちに出陣の準備を始めた。
5月11日夜、瑞堅は（観音寺の）常塔伽藍に火をかけ、それを合図として人吉城内に攻め寄せた。あらゆる寺院から掻き集められた僧兵・門徒ら200名余がこれに従い、大手門を破って城内に乱入。長定一派は狼狽して八代へと逃亡した。
もともとは兄長唯を奉じるつもりであったが、大将として人吉城を攻略してその主となると、瑞堅は俄かに野心を抱き、翌日、還俗して「長隆」と名乗り、通称を太郎として、相良氏の家督を自ら継ごうとした。
しかし僧籍にありながら寺院を焼いた暴挙と、その炎によって観音寺の僧舎が尽く全焼し、願成寺の金堂にも延焼するなど大きな被害が出たために僧兵・門徒らの心は離れ、相良一族や家臣も長隆に従わずに一人も登城しなかった。僧ら門徒衆は協議して、長隆に下城させて長唯を迎える方が領内が平静になって領民も安堵するだろうと考え、長隆に永里金蔵院への退去を勧告した。長隆も情勢の不利を察して、5月14日、上村（現あさぎり町）へと落ち延びることとした。
長隆は、追手を恐れ、落合加賀守を頼って永里城（あさぎり町上南永里）に立て籠もった。
長隆を速やかに討つべきであるとの周囲の声に長唯は促され、当初協力する姿勢を見せなかった一族の実力者上村頼興から、頼興の嫡子である頼重（後の相良晴広）を養嗣子とする事を条件に先陣の約束を取り付けると、5月16日、長唯は永里城へと攻めかかった。
寄せ手に守り切れなくなった長隆は、城を出て、金蔵院に隠れた。しかしそれも見つかり、僧兵が防戦したが尽く討ち取られたので、院に火を放ち、廊下の竹縁に出ると腹を十文字に掻き切り、西枕に倒れて果てた。享年35。
長隆は金蔵院（後の安寿寺）に葬られ、墓は21歳の時に自ら建立した逆修の石塔の側にあった。法名は長隆堅公知蔵禅師。